# LHC@Home
LHC@home (auch LHC@home 1.0, LHC@home 2.0, Test4Theory und SixTrack genannt) ist ein Volunteer-Computing-Projekt, das den Durchlauf von Teilchen durch einen 27 km langen Teilchenbeschleuniger simuliert. Dadurch soll der Large Hadron Collider optimiert werden. Es läuft unter BOINC, einer Plattform für Projekte des verteilten Rechnens.
Dieser Teilchenbeschleuniger (Large Hadron Collider) wurde im September 2008 vom Forschungsinstitut CERN in Betrieb genommen.
Der LHC@Home-Client simuliert 10.000, 100.000 oder 1.000.000 Durchläufe von 60 Teilchen durch den Teilchenbeschleuniger, was 1 Sekunde, 10 Sekunden bzw. 100 Sekunden in Echtzeit entspricht. Das Programm berechnet, ob die Teilchen stabil in einer Umlaufbahn bleiben oder in die Wand der Vakuumröhre einschlagen und so den LHC beschädigen könnten. Die Ergebnisse dienen zur Überprüfung der Stabilität der Teilchen im LHC und liefern Daten zur Justierung der Magnete.
Am 29. September 2004 nahm das Projekt seinen offiziellen Betrieb auf. Ziel des CERN war es in der Anfangsphase, innerhalb von 50 Tagen 50.000 Benutzer zu gewinnen. Als kleiner Anreiz zur Teilnahme wurden daher täglich CERN-T-Shirts unter den Benutzern verlost, außerdem am 18. Oktober 2004 eine Ausgabe des Jubiläumsbuches „Infinitely CERN – Memories from 50 years of research“.
Obwohl das Projekt seine Zielmarke verfehlte (im November 2005 waren gut 21.000 Teilnehmer registriert), wurde LHC@home fortgeführt. Die Serverinfrastruktur befand sich vom Jahreswechsel 2006/2007 bis August 2011 an der Universität London. Seit August 2011 steht die Serverinfrastruktur wieder am CERN. Im März 2008 hatte das Projekt 88.000 registrierte Benutzer.
Zur Analyse der in den vier Experimenten (ALICE, ATLAS, CMS, LHCb) gewonnenen Daten von jährlich 15 Petabyte wird das Worldwide LHC Computing Grid eingesetzt, eine Form eines Grids. Im Frühjahr 2011 wurde mit LHC@home 2.0 eine weitere Plattform gestartet, mit dem die durch den LHC gewonnenen Daten auch von der BOINC-Community analysiert werden sollten. Das erste Projekt, das auf der LHC@home 2.0 Plattform 2011 lief, heißt Test4Theory.
2016 wurden beide Plattformen wieder unter dem Namen LHC@home auf einer Plattform zusammengeführt, die mit verschiedenen Anwendungen ausgestattet ist. Die derzeitige Rechenkraft des Projekts LHC@home beträgt etwas mehr als 30 TeraFLOPs (Stand: Februar 2025), die je nach Tagesleistung schwanken kann. 
Nach der Einstellungen des LHCb@home-Projekts (2013–2018) stehen heute folgende Anwendungen zur Verfügung (Stand Februar 2025):
- ATLAS@home - Simulationen des ATLAS-Experiments
- CMS@home - Simulationen des CMS-Experiments
- SixTrack  - Ursprüngliche Teilchenbeschleunigersimulation
- Test4Theory - Monte-Carlo-Simulationen von Teilchenkollisionen